# Escatologia islàmica
L'escatologia islàmica és la branca dels estudis islàmics que estudia el Yawm al-Qiyama (àrab: يوم القيامة, Yawm al-Qiyāma, ‘el Dia de la Ressurrecció’, ‘el Dia del Judici’) o Yawm ad-Din (àrab: يوم الدين, Yawm ad-Dīn, ‘el Dia de la Fe’, ‘el Dia del Judici’). Segons s'explica a l'Alcorà, al Darrer Dia, quan el món arribi a la seva fi, els morts ressuscitaran i es pronunciarà un judici sobre cada persona segons les seves obres. Aquesta doctrina es basa en un argument moral: la justícia completa no s'assoleix mai en aquest món; i en un altre de teològic: en la seva omnipotència, Déu té la capacitat de destruir i fer tornar a la vida totes les seves criatures, que, a causa de la seva limitació, estan subjectes al Seu infinit poder. Creure en això forma part dels sis articles de fe (aqida) dels musulmans.
Tot i que l'Alcorà parla principalment d'un judici individual, alguns versicles mencionen la resurrecció d'algunes comunitats que seran jutjades segons el seu llibre. Tanmateix, l'autèntica avaluació serà la individual. En el judici, els condemnats es rostiran al foc de l'Infern i els salvats gaudiran dels plaers eterns del Paradís. A l'Infern, els condemnats, a més de patir un foc físic, en patiran un altre d'espiritual en el seu cor; al Paradís, els benaurats hi experimentaran tota mena de plaers.
El moment d'aquest esdeveniment no està especificat, malgrat que hi ha signes que anunciaran la seva arribada. Molts versicles de l'Alcorà parlen de la imminència del Dia del Judici.